# Unión Popular (Italia)
Unión Popular (it: Unione Popolare) es una coalición política de izquierda en Italia fundada el 9 de julio de 2022 en vista de las elecciones generales de 2022.

## Historia
En enero de 2022, durante un congreso de su asosación Democracia y Autonomía (DemA), Luigi de Magistris, exalcalde de Nápoles, anunció su intención de construir una alianza de partidos de izquierda en torno a su movimiento. En febrero de 2022, cuatro diputadas electas con el Movimiento 5 Estrellas abandonaron al M5S y fundaron un subgrupo en la Cámara de Diputados, ManifestA, unendose a los partidos Refundación Comunista y Poder al Pueblo.
El 28 de abril de 2022, las cuatro diputadas de ManifestA y Luigi de Magistris celebraron una conferencia con el fin de lanzar una coalición contra la colaboración italiana en la guerra ruso-ucraniana y el gobierno de Mario Draghi en las próximas elecciones generales, por tanto previstas para 2023. De Magistris precisó que este grupo se opone a la coalición de centro-izquierda unida en torno al Partido Demócrata (PD).
El 9 de julio de 2022, Luigi de Magistris organiza la asamblea "Hacia la Unión Popular", en la que participan Poder al Pueblo, el Partido de Refundación Comunista, ManifestA y otros grupos de izquierda. Como, en agosto, Mario Draghi anuncia sus dimisiones anticipadas, el grupo anuncia oficialmente su participación en las elecciones generales anticipadas de 2022 y presenta su programa.
Unión Popular recibirà el apoyo internacional del francés Jean-Luc Melenchon, el español Pablo Iglesias y el inglés Jeremy Corbyn.
En ocasión de las elecciones aministrativas en algunas ciudades en 2023 se experimentaron aliancias con el Movimiento 5 Estrellas y listas cívicas.

## Programa
En el programa electoral para las elecciones de 2022, la lista señaló entre sus principales puntos la introducción del salario mínimo, la lucha contra la pobreza y la reforma de las leyes laborales, el pacifismo, el feminismo, medidas contra la privatización de la sanidad y el refuerzo de la administración pública, de la educación y la cultura, la oposición a la autonomía diferenciada (propuesta por los partidos de derecha), la reconversión ecológica, la introducción de un impuesto a la propiedad, la lucha contra las mafias y la reforma del poder judicial.
En el ámbito de la política exterior, la lista propone la superación de la OTAN, el reconocimiento oficial del Estado de Palestina, y se opone al envío de armas a los países en guerra.

## Miembros
| Partido                             | Ideología principal                     | Líder                         | Adhesión                |
| ----------------------------------- | --------------------------------------- | ----------------------------- | ----------------------- |
| Partido de la Refundación Comunista | Socialismo del siglo XXI                | Maurizio Acerbo               | 9 de julio de 2022      |
| Poder al Pueblo                     | Populismo de izquierda                  | Marta Collot Giuliano Granato | 9 de julio de 2022      |
| Democracia y Autonomía              | Populismo de izquierda                  | Luigi de Magistris            | 9 de julio de 2022      |
| Partido del Sur                     | Derechos y desarrollo del Sur de Italia | Natale Cuccurese              | 9 de julio de 2022      |
| Resurreción Socialista              | Socialismo                              | Franco Bartolomei             | 9 de julio de 2022      |
| Movimiento 4 de Octubre             | Ambientalismo                           | Francesca Frediani            | 16 de diciembre de 2022 |

## Resultados electorales
| Elecciones     | Elecciones          | Votos   | Percentual | Escaños |
| -------------- | ------------------- | ------- | ---------- | ------- |
| Generales 2022 | Cámara de Diputados | 402.987 | 1,43       | 0/400   |
| Generales 2022 | Senado              | 374.051 | 1,36       | 0/200   |